# Lúcio Tarúcio Firmano
Lúcio Tarúcio Firmano (em latim: Lucius Tarutius/Taruntius Firmanus;[a] fl. 86 a.C.) foi um filósofo, matemático e astrólogo romano nascido em Fermo no século I a.C.; Cícero, em um relato, destaca o interesse de Lúcio pela astrologia caldeia. Em 1935, uma das crateras lunares recebeu o nome de Tarútio.
Tarúcio era amigo de Cícero e do estudioso Marco Terêncio Varrão. A pedido deste último, ele tinha estudado o horóscopo de Rômulo, uma empreitada considerada cômica e lunática por Cícero e Plutarco e uma versão do que é dado por Solino. Depois de examinar as circunstâncias da vida e da morte do fundador de Roma, ele calculou que Rômulo nasceu em 23 de setembro, no segundo ano do segundo Olimpíada, ou seja, 771 a.C. A coincidência desta data com um eclipse solar, relatada por Plutarco, é retomada e discutida por Joseph Justus Scaliger sem revelar a fonte.
Com base nos acontecimentos da vida e da morte de Rômulo, calculou que a fundação de Roma deveria ter ocorrido em 9 de abril, entre a segunda e a terceira hora do dia, dias antes do tradicional 21 de abril, data do festival da Parília, que os clássicos consideram como o dia da fundação. Este evento foi acompanhado, segundo Plutarco, por um eclipse solar, uma coincidência também discutida por Joseph Scaliger.